# Ketley
Ketley is een civil parish in het bestuurlijke gebied Telford and Wrekin, in het Engelse graafschap Shropshire.